# Soki Tokuno
Soki Tokuno (japanisch 得能 草生 Tokuno Soki; * 7. November 2001 in Hokkaidō) ist ein japanischer Fußballspieler.

## Karriere
Soki Tokuno erlernte das Fußballspielen in der Schulmannschaft der Aomori Yamada High School sowie in der Universitätsmannschaft der Sendai University. Im Februar 2023 wechselte er von der Universität auf Leihbasis zu Mito Hollyhock. Der Verein aus Mito, einer Stadt in der Präfektur Ibaraki, spielt in der zweiten japanischen Liga. Sein Zweitligadebüt gab Soki Tokuno am 18. Februar 2023 (1. Spieltag) im Auswärtsspiel gegen den Erstligaabsteiger Shimizu S-Pulse. Beim 0:0-Unentschieden wurde er in der 59. Minute für Shōji Tōyama eingewechselt. 2023 bestritt er sieben Zweitligaspiele. Nach der Ausleihe wurde er im Februar 2024 fest von Mito unter Vertrag genommen. Im Februar 2025 wechselte er auf Leihbasis zum Drittligisten Kōchi United SC.